# イチヤクソウ
イチヤクソウ（一薬草、学名：Pyrola japonica ）はツツジ科イチヤクソウ属の常緑の多年草。
かつてはイチヤクソウ科とされたが、旧イチヤクソウ科は新しいAPG植物分類体系では全てツツジ科に含められている。

## 特徴
細い地下茎は短く、その先に数枚の葉が集まってつく。長さ2.5-5cmの太い葉柄があり、葉身は卵状楕円形または広楕円形で、長さ3-6cm、幅2-4cmになる。葉の先は鈍く、基部は鈍形かややとがって葉柄に流れ、縁には細かな鋸歯があり、葉裏はしばしば紫色を帯びる。
花期は6-7月。葉の間から長さ15-20cmになる花茎を伸ばし、総状花序をつけ、3-10個の花がつく。花茎には1枚の披針形のとがった鱗片葉があるか、またはない。苞は狭披針形で先はとがる。萼片は5個で離生し、披針形で先はとがり、長さは幅の2-3倍になり、長さ3-5mmになる。花は白色で径約13mmの広鐘形になり、花弁は5個あり離生し、下向きに咲く。花柱は細長く、湾曲し、長さ5-7mmになり柱頭は小さく5裂する。果実は径6-7mmの蒴果になる。
和名の由来は、花期の全草を乾燥させてものが民間薬とされたためという。

## 分布と生育環境
日本では北海道、本州、四国、九州に分布し、低山の林中に生育する。世界では朝鮮、中国東北部に分布する。

## 下位分類
- オオベニバナイチヤクソウ Pyrola japonica Klenze ex Alefeld f. rosiflora H.Hara
- ヒトツバイチヤクソウ Pyrola japonica Klenze ex Alefeld f. subaphylla (Maxim.) Ohwi

## ギャラリー
- 萼片は披針形でとがり、長さは幅の2-3倍になる。
- しばしば葉裏が紫色になる。

## 関連資料
- 蕭培根（主編）『中国本草図録』別巻、真柳誠（訳編）、大塚恭男ほか（監修）、中央公論社、1993年。ISBN 9784124031027。中国の天然薬用資源（生薬）5千種を掲載、索引は50音ならびに画数、学名のほか和名でも検索できる。伝統医学用語の解説あり。